# Рубен Мамулян
Рубен Захарі Мамулян ([ruːˈbɛn mɑːmuːlˈjɑːn]; вірм. Ռուբէն Մամուլեան) (8 жовтня 1897, Тбілісі, Російська імперія — 4 грудня 1987, Вудленд-Гіллз, штат Каліфорнія, США) — американський режисер кіно і театру вірменського походження.

## Біографія
Мамулян народився в Тбілісі, Грузія (тоді — Російська імперія), у вірменській родині. Мати — Вірджинія (уроджена Калантаріан) (1876–1972 роки) була директором вірменського театру, а батько — Захарій Мамулян (1866–1966 роки) був головою банку.
Мамулян переїжджає до Англії і починає режисувати п'єси у Лондоні в 1922 році. Наступного року його привіз до Сполучених Штатів Володимир Розінг, для викладання в музичній школі Істмена і займався режисурою опери та театру.
До Гільдії режисерів Америки (DGA) Мамуляна особисто завербував її співзасновник Кінг Відор у 1936 році, щоб допомогти об'єднати колег-режисерів. Вірність Мамуляна протягом усього життя Гільдії, і тим більше загальне небажання йти на компроміси, сприяли тому, що режисер потрапив у голлівудський «чорний список» 1950-х років.
Помер 4 грудня 1987 року у місті Вудленд-Гіллз, Лос-Анджелес, штат Каліфорнія, у госпіталі MPTF з природних причин у віці 90 років.

## Нагороди та відзнаки
8 лютого 1960 року отримав зірку на Голлівудській Алеї Слави за адресою Вайн-стріт 1709, за внесок у кіноіндустрію.
Прийнятий в Зал слави американського театру у 1981 році.
У 1982 році Мамулян отримав нагороду за досягнення від Гільдії режисерів Америки.
У 2019 році фільм Мамуляна «Беккі Шарп» був обраний Бібліотекою Конгресу для збереження в Національному реєстрі фільмів як «культурно, історично чи естетично значущий».

## Фільмографія
| Рік      | Заголовок                     | Виробниче Ко       | Актори                                                                                         | Примітки                            |
| -------- | ----------------------------- | ------------------ | ---------------------------------------------------------------------------------------------- | ----------------------------------- |
| 1929 рік | Оплески                       | Paramount          | Хелен Морган                                                                                   |                                     |
| 1931 рік | Міські вулиці                 | Paramount          | Гері Купер / Сільвія Сідні                                                                     |                                     |
| 1931 рік | Доктор Джекілл та містер Хайд | Paramount          | Фредрік Марч / Міріам Хопкінс                                                                  |                                     |
| 1932 рік | Полюби мене сьогодні ввечері  | Paramount          | Моріс Шевальє / Жанетт Макдональд                                                              |                                     |
| 1933 рік | Пісня пісень                  | Paramount          | Марлен Дітріх / Брайан Аерн                                                                    |                                     |
| 1933 рік | Королева Крістина             | MGM                | Грета Гарбо / Джон Гілберт                                                                     |                                     |
| 1934 рік | Ми знову живі                 | Семюель Голдвін Ко | Фредрік Марч / Анна Стен                                                                       |                                     |
| 1935 рік | Беккі Шарп                    | Pioneer Pictures   | Міріам Хопкінс / Седрік Хардвік                                                                | перша трисмугова плівка Technicolor |
| 1936 рік | Хлопець-зірвиголова           | Пікфорд-Ласкі      | Ніно Мартіні / Іда Лупіно / Лео Каррілло                                                       |                                     |
| 1937 рік | Високий, широкий і красивий   | Paramount          | Айрін Данн / Рендольф Скотт / Чарльз Бікфорд                                                   |                                     |
| 1939 рік | Золотий хлопчик               | Columbia Pictures  | Барбара Стенвік / Вільям Холден                                                                |                                     |
| 1940 рік | Мітка Зорро                   | 20th Century Fox   | Тайрон Пауер / Лінда Дарнелл                                                                   |                                     |
| 1941 рік | Кров та пісок                 | 20th Century Fox   | Тайрон Пауер / Лінда Дарнелл / Ріта Хейворт                                                    | плівка Техноколор                   |
| 1942 рік | Кільця на її пальцях          | 20th Century Fox   | Джин Тірні / Генрі Фонда                                                                       |                                     |
| 1948 рік | Літні канікули                | MGM                | Міккі Руні / Глорія де Хейвен / Уолтер Хустон / Агнес Мурхед / Френк Морган / Мерилін Максвелл | плівка Техноколор                   |
| 1957 рік | Шовкові панчохи               | MGM                | Фред Астер / Сайд Харісс                                                                       | плівка Метроколор                   |

### Інші роботи
| Рік      | Заголовок     | Виробниче Ко       | Актори                                          | Примітки                                                                                  |
| -------- | ------------- | ------------------ | ----------------------------------------------- | ----------------------------------------------------------------------------------------- |
| 1944 рік | Лора          | 20th Century Fox   | Джин Тірні / Кліфтон Вебб / Дана Ендрюс         | звільнений, кадри невикористані                                                           |
| 1952 рік | Дике серце    | Девід О. Сельзнік  | Дженніфер Джонс                                 | зняв додаткові сцени для американської версії Gone to Earth (GB 1950) / фільм Technicolor |
| 1959 рік | Поргі та Бесс | Семюель Голдвін Ко | Сідні Пуатьє / Дороті Дандрідж                  | звільнений, використана одна сцена / Technicolor film                                     |
| 1963 рік | Клеопатра     | 20th Century Fox   | Елізабет Тейлор / Річард Бертон / Рекс Гаррісон | звільнився, кадри невикористані / кольорова плівка                                        |

## Спадщина
Кінофестиваль у Сіднеї має нагороду, названу на його честь: премію Рубен Мамуляна, для найкращого режисера австралійського короткометражного фільму.

## Дослідження та біографії
- Rouben Mamoulian, Tom Milne, Cinema One Series no. 13, Темза і Гудзон, 1969 рік
- Luhrssen, David (2013). Mamoulian: Life on Stage and Screen. University Press of Kentucky. ISBN 9780813136769.